# Byrdmaniax
Byrdmaniax je desáté studiové album americké rockové skupiny The Byrds, vydané v červnu 1971 u vydavatelství Columbia Records. Nahráváno bylo v několika obdobích od června 1970 do března 1971 ve studiu Columbia Studios v Hollywoodu. Následně pak až do dubna nahrávali ještě orchestrální části skladeb. Album produkovali Terry Melcher a Chris Hinshaw.

## Seznam skladeb
| Pořadí | Název                              | Autor                        | Délka |
| ------ | ---------------------------------- | ---------------------------- | ----- |
| 1.     | Glory, Glory                       | Arthur Reynolds              | 4:03  |
| 2.     | Pale Blue                          | Roger McGuinn, Gene Parsons  | 2:22  |
| 3.     | I Trust                            | McGuinn                      | 3:19  |
| 4.     | Tunnel of Love                     | Skip Battin, Kim Fowley      | 4:59  |
| 5.     | Citizen Kane                       | Battin, Fowley               | 2:36  |
| 6.     | I Wanna Grow Up to Be a Politician | McGuinn, Jacques Levy        | 2:03  |
| 7.     | Absolute Happiness                 | Battin, Fowley               | 2:38  |
| 8.     | Green Apple Quick Step             | Gene Parsons, Clarence White | 1:49  |
| 9.     | My Destiny                         | Helen Carter                 | 3:38  |
| 10.    | Kathleen's Song                    | McGuinn, Levy                | 2:40  |
| 11.    | Jamaica Say You Will               | Jackson Browne               | 3:27  |

## Obsazení
The Byrds
- Roger McGuinn – kytara, zpěv
- Clarence White – kytara, zpěv
- Skip Battin – baskytara, zpěv
- Gene Parsons – bicí, harmonika, banjo, zpěv

Ostatní hudebníci
- Larry Knechtel – klavír, varhany
- Terry Melcher – klavír
- Sneaky Pete Kleinow – pedálová steel kytara
- Byron Berline – housle
- Eric White, Sr. – harmonika
- Jimmi Seiter – perkuse
- Merry Clayton – doprovodné vokály